# Aurora Dan
Aurora Dan (ur. 5 października 1955 w Bukareszcie) – rumuńska florecistka, srebrna medalistka olimpijska i brązowa medalistka mistrzostw świata.
Na igrzyskach olimpijskich w Moskwie w 1980 roku była dziewiąta w zawodach drużynowych. Na rozgrywanych cztery lata później igrzyskach olimpijskich w Los Angeles reprezentacja Rumunii w składzie: Aurora Dan, Monika Weber-Koszto, Rozalia Oros, Marcela Moldovan-Zsak i Elisabeta Tufan-Guzganu zdobyła srebrny medal w zawodach drużynowych. W turnieju indywidualnym zajęła dziewiąte miejsce.
Podczas mistrzostw świata w Buenos Aires w 1977 roku razem z Ecateriną Stahl-Iencic, Suzaną Ardeleanu, Magdaleną Bartoș i Marcelą Moldovan-Zsak zajęła trzecie miejsce w turnieju drużynowym.